# Монталчино
Монталчино (итал. Montalcino) је насеље у Италији у округу Сијена, региону Тоскана.
Према процени из 2011. у насељу је живело 2121 становника. Насеље се налази на надморској висини од 565 м.

## Становништво
Према резултатима пописа становништва 2011. у општини је живело 5.145 становника.
| 1936.  | 1951.  | 1961. | 1971. | 1981. | 1991. | 2001. | 2011. |
| ------ | ------ | ----- | ----- | ----- | ----- | ----- | ----- |
| 10.216 | 10.203 | 8.825 | 6.297 | 5.523 | 5.088 | 5.118 | 5.145 |